# Bedford College
El Bedford College se fundó en Londres en 1849, siendo la primera universidad de educación superior para mujeres en el Reino Unido. En 1900 pasó a formar parte de la Universidad de Londres. Tras desempeñar un papel de liderazgo en el avance de las mujeres en la educación superior y la vida pública en general, se convirtió en universidad mixta en la década de 1960. En 1985 el Bedford College se fusionó con el Royal Holloway College, que también formaba parte de la Universidad de Londres, para formar el Royal Holloway y Bedford New College. Este sigue siendo el nombre oficial, pero comúnmente se llama Royal Holloway, Universidad de Londres (RHUL).

## Historia

### Fundación

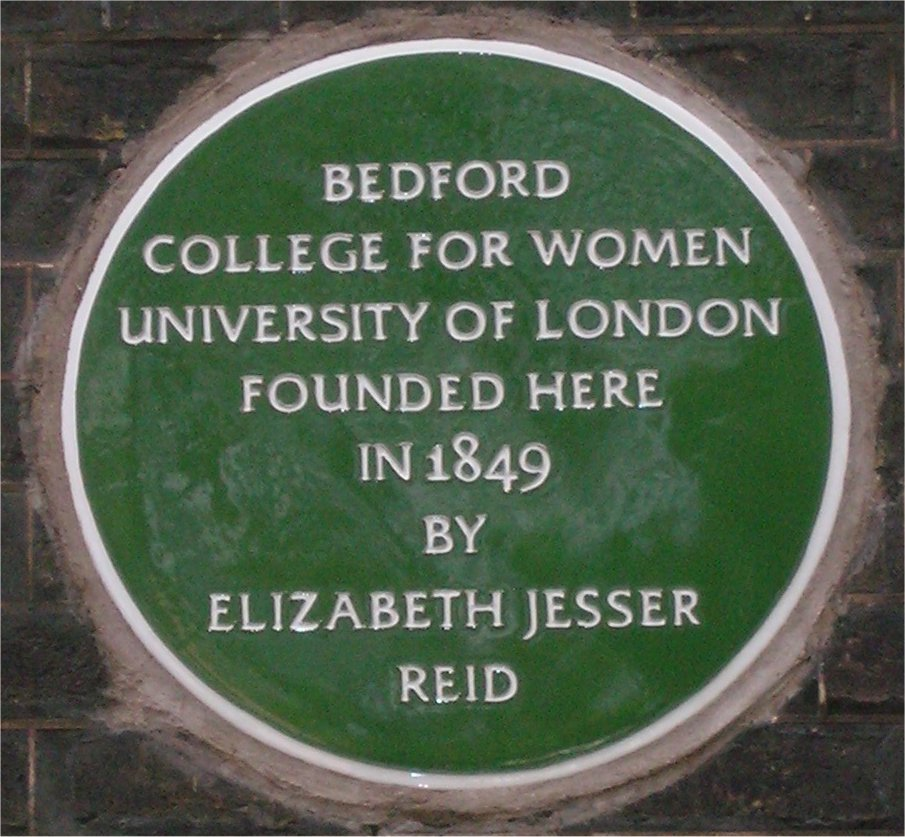
Placa en comemoración de su fundación en Bedford Square, Londres

La universidad fue fundada por Elizabeth Jesser Reid (de soltera Sturch) en 1849, una reformadora social y activista contra la esclavitud, a quien su difunto esposo, el Dr. John Reid, le había dejado una considerable herencia que utilizó para patrocinar varias causas filantrópicas. La Sra. Reid y su círculo de amistades eran firmes defensoras de la necesidad de mejorar la educación de las mujeres.  Alquiló una casa en 47 Bedford Square en el área de Bloomsbury de Londres y abrió el Ladies College en Bedford Square . La intención era proporcionar una educación liberal y no sectaria para las mujeres, algo que ninguna otra institución del Reino Unido ofrecía en ese momento. Reid aportó 1.500 libras esterlinas ( GBP ) con tres fideicomisarios masculinos y persuadió a varios de sus amigos para que formaran parte de los comités de gestión y actuaran como profesores. En su primer trimestre tenían 68 alumnas.
Inicialmente la dirección del centro estuvo en manos del Comité de Damas (integrado por algunas mujeres influyentes) y el Comité General conformado por las Damas, los profesores del colegio y tres patronos. Fue la primera institución británica parcialmente dirigida por mujeres.  El Comité General (más tarde el Consejo) pronto se hizo cargo del funcionamiento del centro mientras que el Comité de Damas dirigía el trabajo de las Damas Visitadoras, quienes eran responsables del bienestar y la disciplina de las estudiantes, y actuaban como sus acompañantes. Inicialmente, los profesores se sorprendieron por el nivel de formación generalmente bajo de quienes ingresaban en la universidad que en la mayoría de los casos solo tenían educación de institutriz en el hogar, por ello en 1853 Reid fundó cerca de la universidad una escuela preparatoria, la  Bedford College School cerca de la universidad en un intento por brindar un mejor nivel de ingreso. En 1860, la universidad se expandió a 48 Bedford Square, lo que le permitió convertirse en un establecimiento residencial. “La residencia estaba a cargo de una matrona, quien introdujo la práctica de ayudar a las estudiantes a llevar la casa y llevar sus propias cuentas.

### Sucesión
Elizabeth Reid murió en 1866 y dejó un fondo fiduciario y los arrendamientos de los edificios de la universidad en manos de tres fideicomisarias Eliza Bostock, Jane Martineau y Eleanor Smith . A las tres les preocupaba que Bedford College School se convirtiera en anglicana bajo la dirección de Francis Martin. Cerraron la escuela, aunque la idea continuó sin el apoyo de las fideicomisarias, ya que la Gower Street School fue dirigida, con el tiempo, por Lucy Harrison en 1875. 

Las fideicomisarias insistieron en una nueva constitución (ya que la universidad no tenía estatuto legal en ese momento). El Consejo fue reemplazado por un Comité de Gestión y el colegio se reconstituyó como una Asociación bajo la Junta de Comercio y se conoció oficialmente como Bedford College .

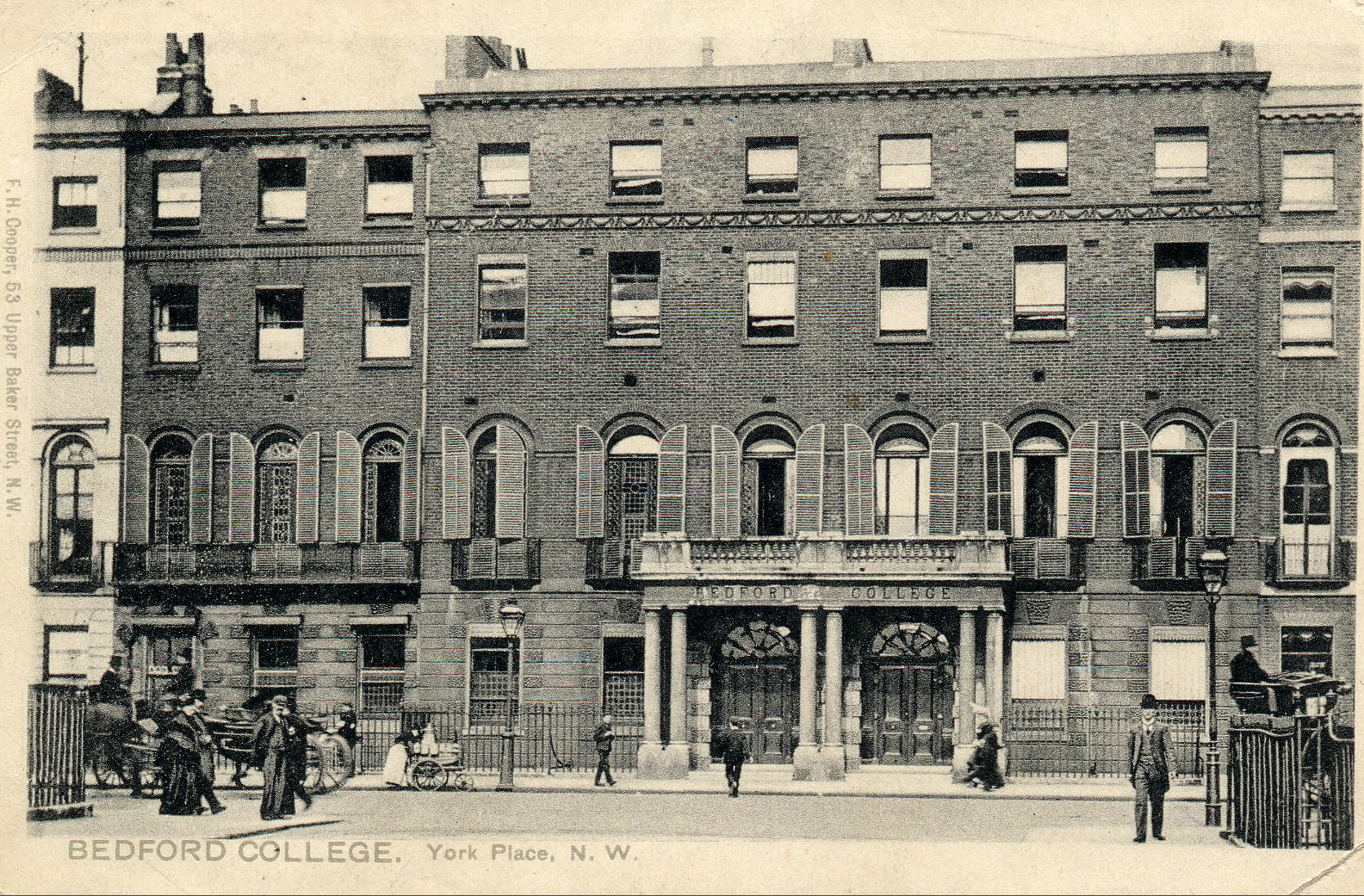
Bedford College en York Place desde 1874

En 1874, el contrato de arrendamiento de Bedford Square expiró y la universidad se trasladó al 8 y 9 de York Place, en Baker Street . Eliza Bostock todavía era fideicomisaria y muchos la consideraban directora honoraria; con su conocimiento de la construcción y la arquitectura, organizó el traslado de la universidad a York Place. Se unieron las dos casas situadas en el 8 y 9 y se utilizó la planta baja como escuela y la planta superior como residencia. A medida que el número de alumnas aumentó la universidad se expandió agregando extensiones a los laboratorios de ciencias de la casa. A fines de la década de 1870, se introdujo un examen de ingreso y se estableció un departamento de preparación para aquellas que no cumplían con los estándares requeridos para ingresar al nivel universitario.

### Mujeres con títulos
En 1878, los exámenes de grado de la Universidad de Londres se abrieron a las mujeres. Las estudiantes de Bedford College comenzaron a obtener una licenciatura en artes, una licenciatura en ciencias y una maestría de la Universidad de Londres a principios de la década de 1880.
En 1900, cuando la Universidad de Londres se convirtió en una universidad de enseñanza (donde anteriormente había sido solo un organismo que otorgaba títulos), el Bedford College se convirtió en uno de sus universidades constituyentes. Solicitó al Consejo Privado una Carta Real para reemplazar su Escritura de Constitución. El consentimiento real para el nuevo organismo autorizado se recibió en 1909 y la universidad se reconoció oficialmente como Bedford College for Women .
El crecimiento continuo llevó a la búsqueda de nuevas instalaciones, lo que llevó a la compra del contrato de arrendamiento de un edificio en Regent's Park en 1908. Se llevó a cabo un importante esfuerzo de recaudación de fondos para dotarlo de comodidades modernas. Los edificios fueron diseñados por el arquitecto Basil Champneys e inaugurados oficialmente por la reina consorte María de Teck en 1913. Los edificios continuaron ampliándose y reconstruyéndose a lo largo de los 70 años que la universidad pasó en Regent's Park, especialmente después de los extensos daños causados por los bombardeos durante la guerra.
Los colores de la universidad eran el verde y el gris, se decía que eran los de Minerva, diosa de la sabiduría. El púrpura se agregó en 1938 para representar a la universidad; los colores resultantes fueron, por casualidad o diseño, similares a los que se utilizó para reivindicar el sufragio femenino en el Reino Unido.
Se realizó un registro permanente de la historia pictórica de la universidad tras la reunión de antiguas alumnas y la recopilación y catalogación de los archivos en 1985.
Entre las mujeres que asistieron a Bedford están:
- Primera mujer en dirigir una institución británica.
- Primer departamento de Ciencias Sociales en el Reino Unido, establecido en 1918[cita requerida]
- Primera mujer en ocupar una cátedra de filosofía en el Reino Unido, Susan Stebbing .[12]
- Una de las dos primeras mujeres Fellows de la Royal Society[13]
- Cuarta mujer presidenta del Congreso de Sindicatos (TUC), Marie Patterson
- La primera escuela de arte en Inglaterra donde las mujeres podían dibujar del natural[14]

Después de un breve período de admisión de un pequeño número de estudiantes masculinos de posgrado, la universidad se transformó en mixta cuando 47 hombres pasaron por Clearing en 1965 utilizando el nombre de Bedford College .
A principios de la década de 1980, el Bedford College tenía aproximadamente 1700 estudiantes y 200 miembros del personal académico en 20 departamentos.

### Fusión con la Royal Holloway
En 1985, Bedford College se fusionó con la Royal Holloway College, otra universidad de la Universidad de Londres que, como Bedford College, había sido una universidad para mujeres solo cuando se fundó por primera vez. La institución fusionada utilizó las instalaciones de la Royal Holloway College en Egham, Surrey, en las afueras de Londres como campus principal asumiendo el nombre de Royal Holloway and Bedford New College (RHBNC). La decisión de eliminar el nombre de Bedford del uso cotidiano provocó cierto descontento entre quienes se habían graduado en el Bedford College lamentando que el Royal Holloway se había hecho cargo de su antigua universidad, y que el nombre y la historia de Bedford College como institución pionera en el campo de la educación de la mujer estaban siendo olvidadas. 
Para dar más prominencia al nombre Bedford, la universidad fusionada dio el nombre de "Biblioteca Bedford" a una gran biblioteca construida en el centro del campus.

Las antiguas instalaciones de Bedford College en Regent's Park acogen ahora la Regent's University London .

## Directoras
- Elizabeth Jesser Reid, fundadora (1849–1864) luego dirigida por fideicomisaris hasta que se nombra a la primera directora
- Dame Emily Penrose, Primera directora (1893–1898) también Royal Holloway (1898–1907)
- Ethel Hurlbatt (1898-1906)
- Margaret Jansen Tuke (1907-1929)
- Geraldine Emma May Jebb CBE (1930-1951)
- Norah Lillian Penston (1951-1964)
- Elizabeth Millicent Chilver (1964-1971), más tarde directora de Lady Margaret Hall, Oxford
- John Nicholson negro (1971-1981)
- Dorothy Wedderburn, última directora de Bedford College (1981-1985)